# Miskolc
Miskolc (Duits: Mischkolz) is een stad in het noordoosten van Hongarije. Met 150.695 inwoners (2021) is het de vierde stad van het land en de kern van de op een na grootste agglomeratie. Het is de hoofdstad van het comitaat Borsod-Abaúj-Zemplén. Sinds 1954 is het een "stad met comitaatsrecht" (megyei jogú város). Miskolc staat vooral bekend als industriestad. De stad vormt het middelpunt van het industriegebied Borsod en ligt aan de voet van het Bükk-, het Cserehát- en het Zempléngebergte, die uitlopen in de laagvlakte (Alföld).
Hoewel Miskolc al in 1365 stadsrechten kreeg en op een lange geschiedenis als centrum van nijverheid kan terugzien, is Miskolc vooral een 20ste-eeuwse stad. In 1945 werd het oude Miskolc samengevoegd met het naburige Diósgyőr en later met enkele kleinere plaatsen, waardoor het huidige Groot-Miskolc tot stand kwam. Na de Tweede Wereldoorlog kreeg de verdere ontwikkeling van de zware industrie prioriteit.
Het stadsdeel Lillafüred ligt 8 km ten westen van de eigenlijke stad in het berggebied en is bekend om zijn grotten en de grootste waterval van Hongarije. Het kuuroord Miskolctapolca maakt ook onderdeel uit van de gemeente Miskolc. Deze plaats wilde na 2007 weer een zelfstandige gemeente worden na een referendum. Er is echter door een gerechtelijke uitspraak geen gehoor gegeven aan de zelfstandigheidswens.

## Geschiedenis
De streek rond de stad is reed sinds de oudheid bewoond. Archeologische vondsten dateren uit het paleolithicum en bewijzen de menselijke aanwezigheid van meer dan 70.000 jaar geleden. De eerste bekende bewoners waren de Cotini, een Keltische stamm. Het gebied werd later bezet door Salvuische volken en vervolgens door de Magyaren sinds de "verovering" van de Pannonische laagvlakte aan het einde van de 9e eeuw. Het werd voor het eerst genoemd met deze naam rond het jaar 1210.
Miskolc werd in 1365 door de Hongaarse koning lajos (Lodewijk) I tot de rang van oppidum (marktstad) verheven. Hij liet ook het kasteel van de nabijgelegen stad Diósgyőr (nu een district van Miskolc) ombouwen tot een gotische vesting. Tijdens de Ottomaanse bezetting van het grootste deel van Hongarije kwam de ontwikkeling van Miskolc tot stilstand. De Turken namen Miskolc in 1544 in en de stad bloeide verder tot 1687 en werd ook geregeerd door de Ottomanen na de Slag bij Mezőkeresztes in 1596 tijdens de Vijftienjarige Oorlog. Miskolc werd in deze jaren een belangrijk centrum van wijnbouw. Tegen het einde van de 17e eeuw was de bevolking van de stad even groot als die van Kassa (het thans in Slowakije gelegen Košice) en waren er 13 gilden actief.
Tijdens de onafhankelijkheidsoorlog tegen de Habsburgse heerschappij in het begin van de 18e eeuw, vestigde prins Ferenc II Rákóczi, de leider van de Hongaren, zijn hoofdkwartier in Miskolc. De keizerlijke troepen plunderden en verbrandden de stad in 1707. Vier jaar later werd de helft van de bevolking het slachtoffer van een cholera-epidemie. Miskolc herstelde zich snel en een nieuw tijdperk van voorspoed brak aan. In 1724 werd Miskolc gekozen als de stad waar het provinciehuis van de provincie Borsod zou worden gebouwd. Veel andere belangrijke gebouwen werden gebouwd in de 18e en 19e eeuw, waaronder het stadhuis, scholen, kerken, de synagoge en het theater. Het theater wordt algemeen beschouwd als het eerste stenen theater van Hongarije, hoewel het eerste eigenlijk werd gebouwd in Kolozsvár (destijds een deel van Hongarije, nu Cluj-Napoca, Roemenië). Volgens de eerste landelijke volkstelling (1786) telde de stad toen 14.719 inwoners en 2.414 huizen.
Een nieuwe cholera-epidemie in 1873 en een overstroming in 1878 eisten vele levens. Meerdere gebouwen werden verwoest door de overstroming, maar er kwanen groetere voor in de plaats.

### Twintigste eeuw
De Eerste Wereldoorlog had geen directe invloed op de stad, maar veel mensen stierven, hetzij door oorlogsvoering of wederom door de cholera. De stad werd bezet door Tsjechoslowaakse troepen tussen 1918 en 1919.
Na het Verdrag van Trianon verloor Hongarije Kassa en werd Miskolc het enige regionale centrum van Noord-Hongarije. Dit was een van de oorzaken van de enorme groei van de stad in de jaren dertig en veertig.
In het begin van de Tweede Wereldoorlog werd Hongarije een bondgenoot van Duitsland. Ongelukkig met de Hongaarse regering bezetten Duitse troepen Hongarije op 19 maart 1944 en gaven de Pijlkruisers de leiding over de regering. Op 11 of 12 juni 1944 begonnen de deporaties van Joden. Meer dan 14.000 Joodse volwassenen en kinderen werden in veewagons naar Auschwitz gestuurd, waar de meesten bij aankomst werden vergast. Na de oorlog keerden Joden die de Holocaust overleefden terug naar Miskolc in de hoop hun land en bezittingen terug te winnen. Meer dan 130 terugkerenden werden door leden van de lokale Pijlkruisers vermoord. Op de Joodse begraafplaats op een heuvel met uitzicht op Miskolc is hieraan een gedenkteken gewijd. De tekst ervan bestaat uit de Tien geboden, uitgehouwen in steen, allemaal geschreven in het Hebreeuws behalve Gij zult niet doden, dat is geschreven in het Hongaars.
Tijdens de Tweede Wereldoorlog, waarin Honagarije sinds 1941 optrok met Duitsland, werd Miskolc het nationale centrum van de zware industrie, een positie die de stad tot in de jaren negentig behield. Hoewel Miskolc het laatste oorlogsjaar veel heeft geleden, herstelde het zich snel. Door de omliggende dorpen op te nemen, werd het de op een na grootste stad van Hongarije met meer dan 200.000 inwoners.
Op 30 juli en 1 augustus 1946 leidde een pogrom tot de dood van een beschuldigde joodse zwarthandelaar, de verwonding van een andere en vervolgens tot de dood van een joodse politieagent. Economische tegenspoed en antisemitisme motiveerden de rellen.
In 1949 werd de Universiteit van Miskolc opgericht (als opvolger van de eerdere Academie voor Mijnbouw, voorheen in Selmecbánya, nu Banská Štiavnica, Slowakije).
Tijdens zijn lange geschiedenis overleefde Miskolc branden, overstromingen, plagen en buitenlandse invasies, maar behield zijn positie als het centrum van het noordoosten van Hongarije. De jaren negentig brachten een crisis in de ijzerindustrie met een daling van de bevolkingsomvang.
Miskolc probeert sindsdien bekend te worden als een culturele – in plaats van louter een industriële – stad.

## Onderwijs
Miskolc heeft diverse basisscholen en Gymnasia. Verder heeft de stad een universiteit (Universiteit van Miskolc).

## Verkeer en vervoer
Miskolc is via de weg uitstekend ontsloten middels de autosnelweg M30 die een aftakking is van de M3, de snelweg van Boedapest richting de Oekraïense grens. Verder is de stad richting het noorden verbonden met de grens met Slowakije en de nabijgelegen stad Kosice.
Miskolc heeft een eigen vervoerbedrijf dat in de stad meerdere buslijnen en een tramlijn exploiteert. De tramlijn is in 2011 geheel gerenoveerd en wordt ook verlengd en voorzien van nieuwe trams zodat het vervoer weer op een modern niveau plaatsvindt. Het ontwikkelingsplan wordt mede gefinancierd door de cohesiefondsen van de Europese Unie.

## Sport
Diósgyőri VTK is de professionele voetbalclub van Miskolc. De club won twee keer de Hongaarse voetbalbeker.

## Foto's

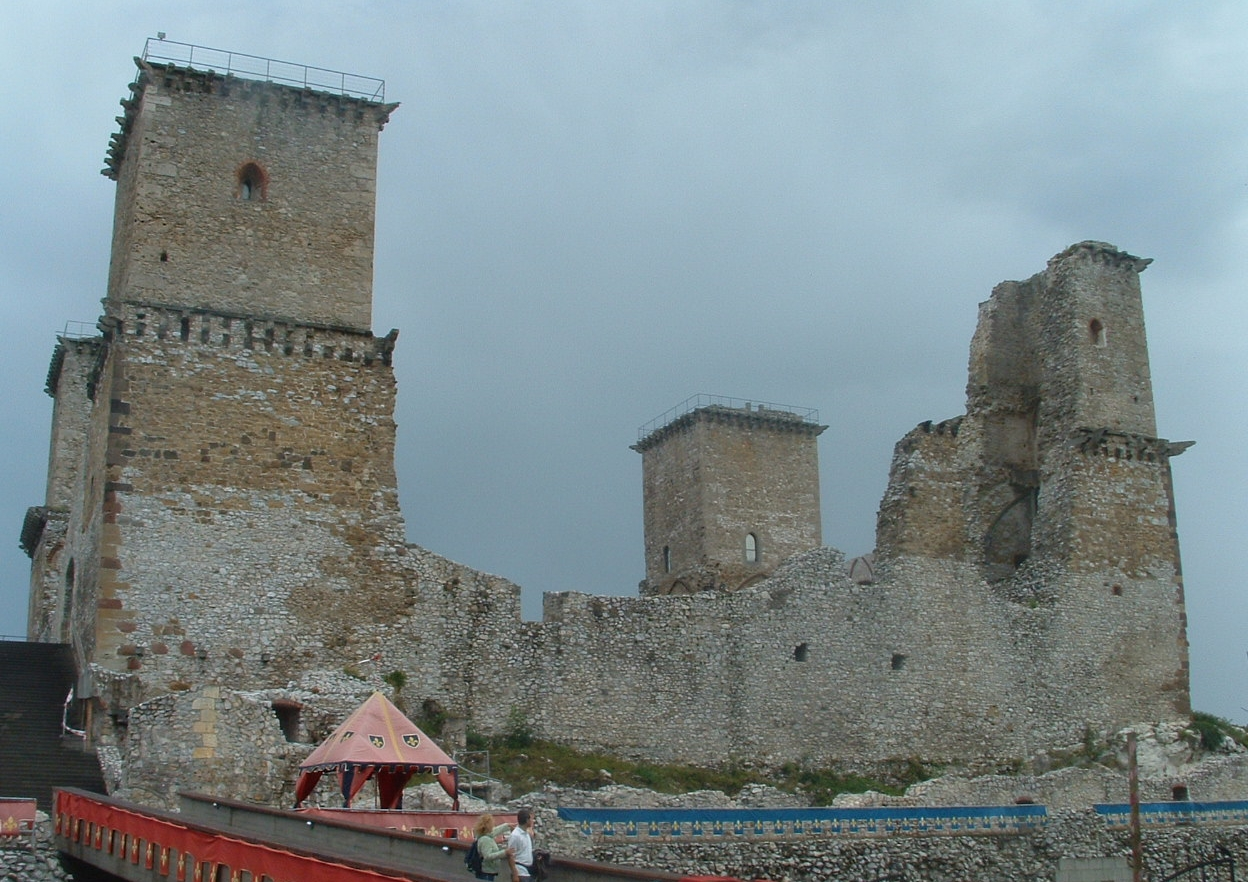
De burcht van Diósgyőr
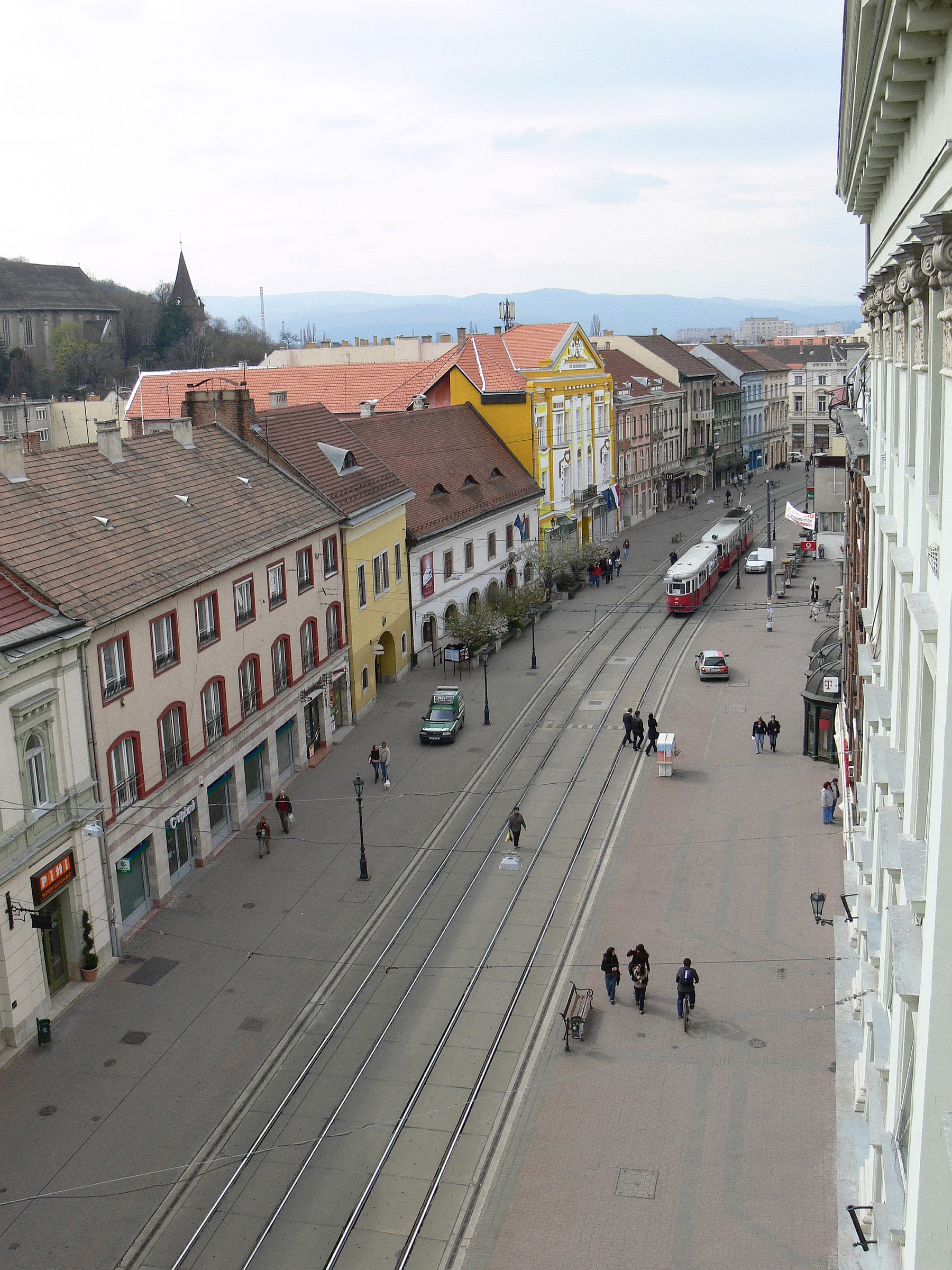
Voetgangerszone in Miskolc
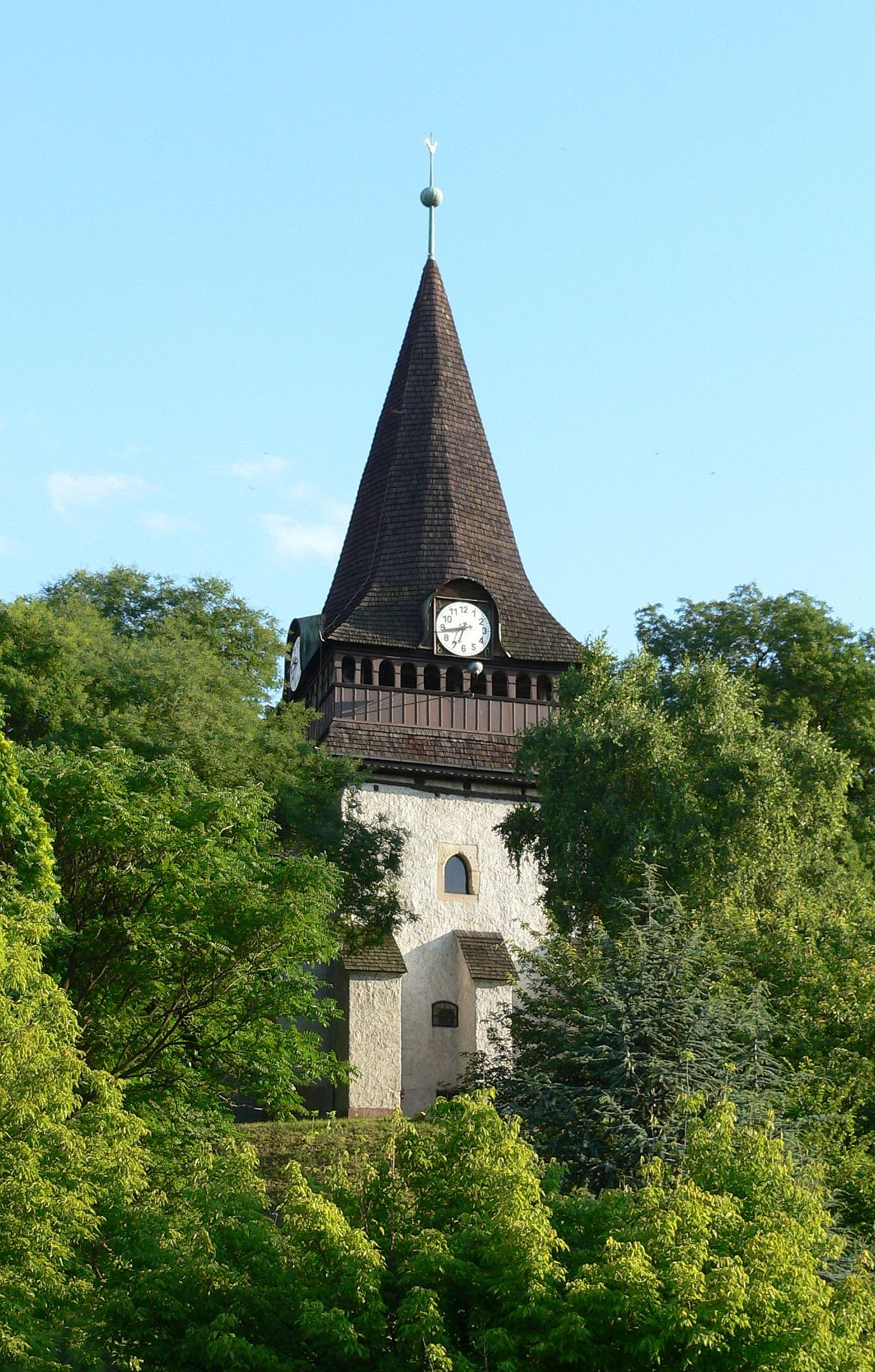
Toren van de protestantse kerk
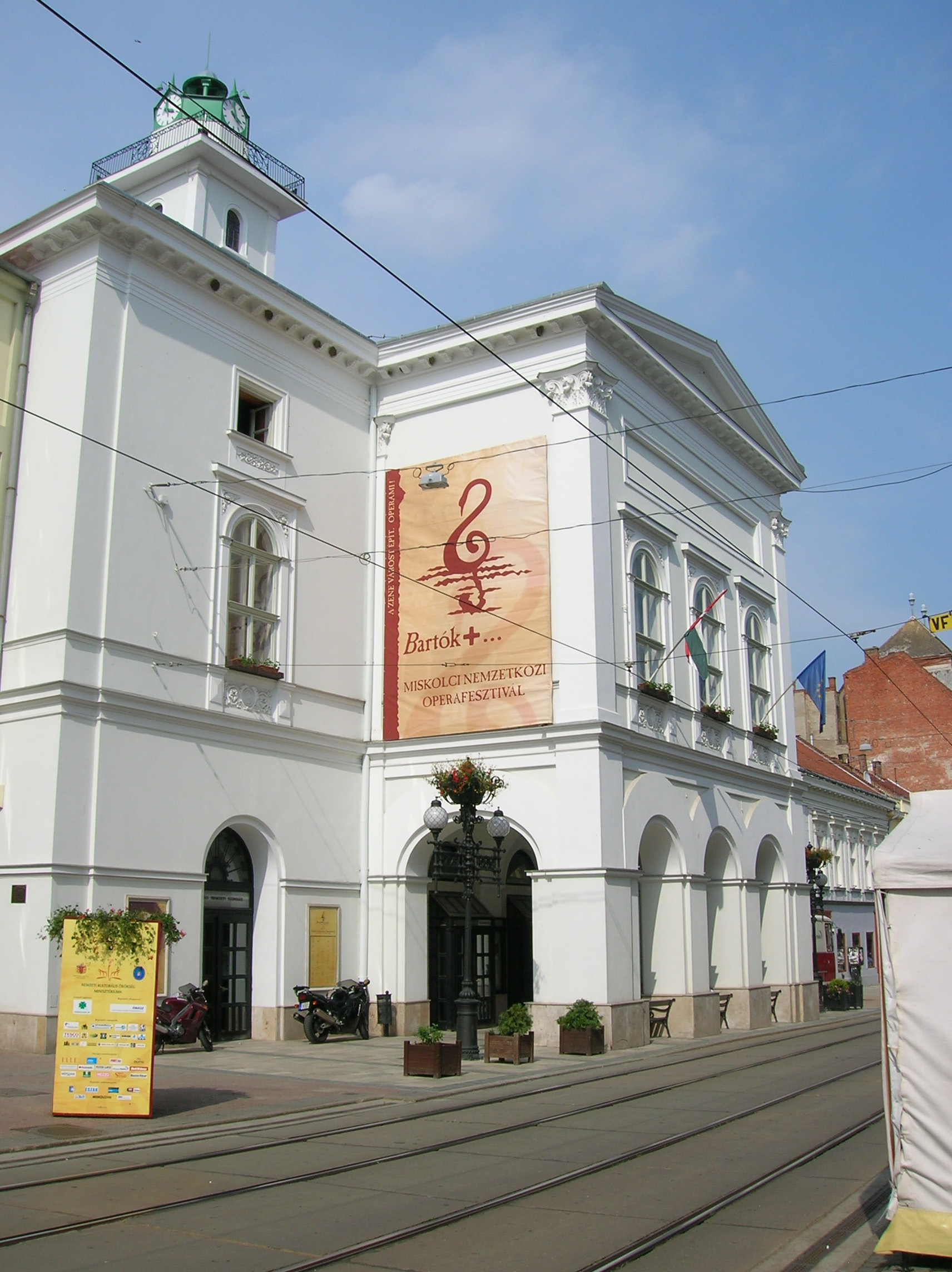
Nationale theater
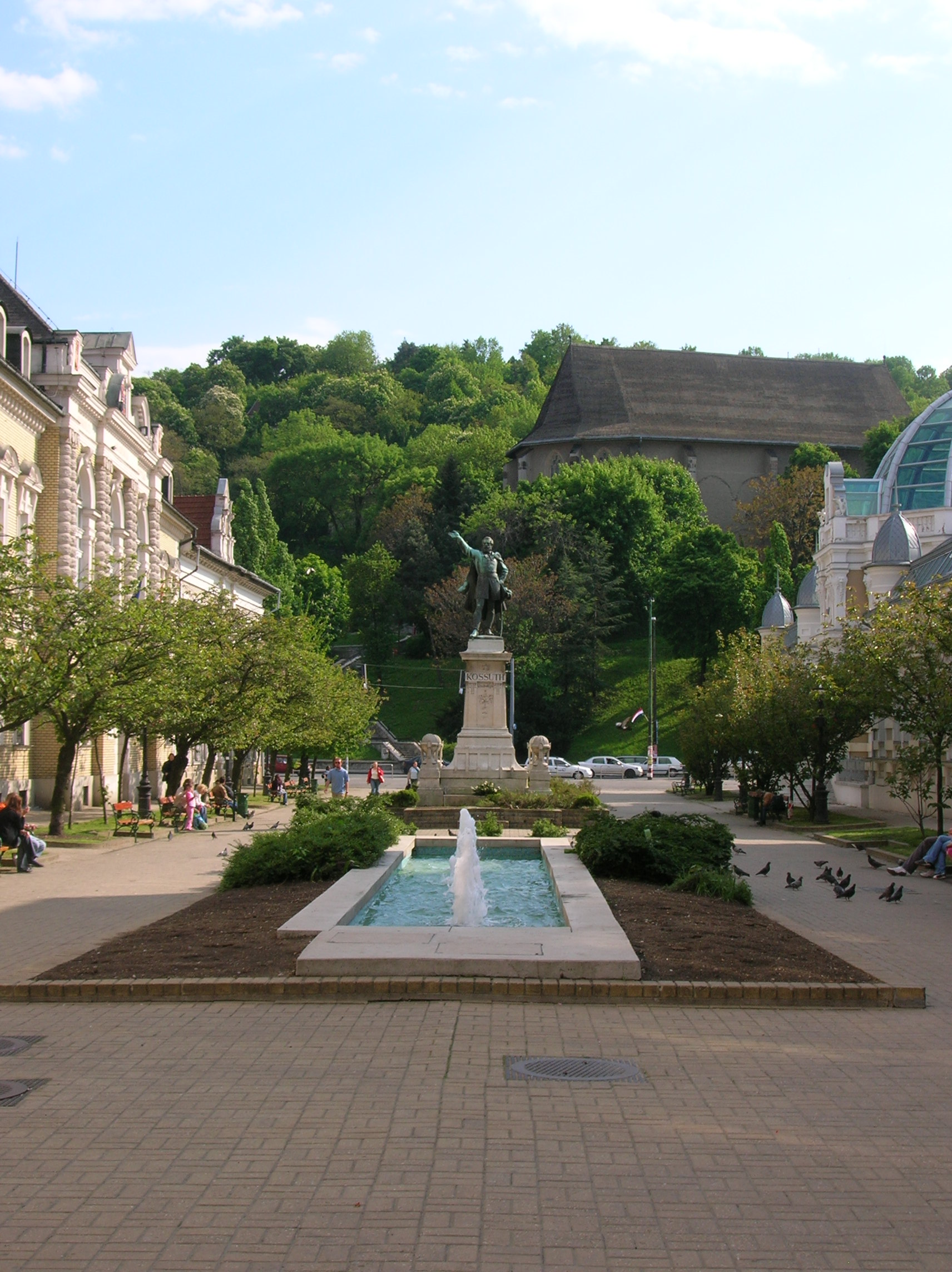
Standbeeld van Lajos Kossuth
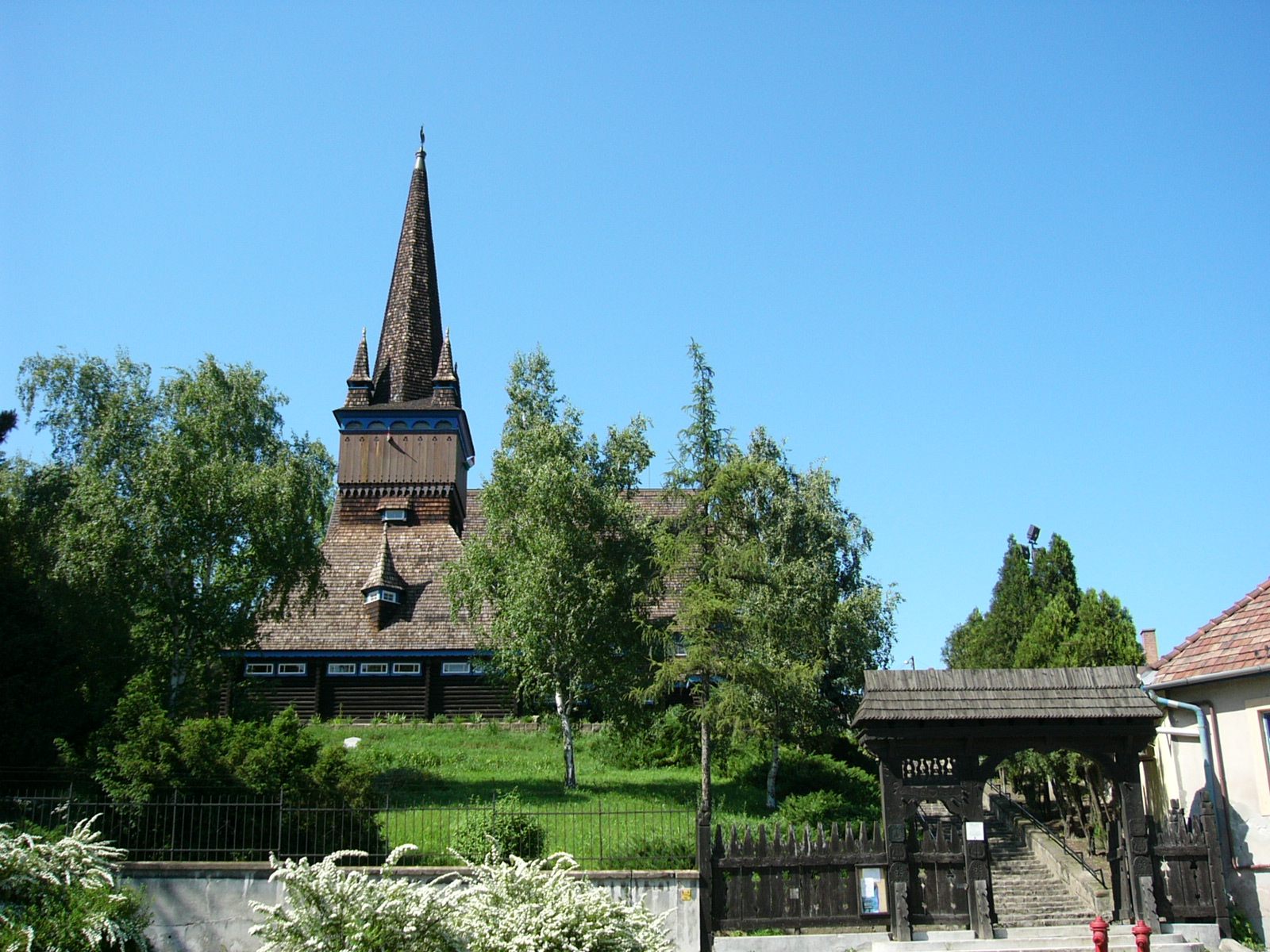
Houten kerk in Miskolc

## Stedenbanden
- Katowice, (Polen)
- Ostrava, (Tsjechië)
- Aschaffenburg, (Duitsland)
- Cleveland, (Verenigde Staten)
- Košice, (Slowakije)
- Tampere, (Finland)
- Vologda, (Rusland)
- Boergas, (Bulgarije)
- Tilburg, (Nederland)

## Geboren
- Ede Reményi (1828–1898), violist
- Sándor Ferenczi (1873–1933), psychiater
- Emeric Pressburger (1902–1988), Brits filmregisseur, filmproducent en scenarioschrijver van Hongaarse afkomst
- Aladár Gerevich (1910–1991)), schermer
- Egon Solymossy (1922–2009), atleet
- Dezső Gyarmati (1927–2013), waterpolospeler en-coach
- Péter Kropkó (1963), triatleet en duatleet
- Gábor Pusztai (1971), literatuurwetenschapper en vertaler
- Krisztina Tóth (1974), tafeltennisster
- Péter Biros (1976), waterpoloër
- Szabolcs Huszti (1983), voetballer
- Vilmos Vanczák (1983), voetballer
- Anna Rudolf (1987), schaakster
- Ágnes Mutina (1988), zwemster